# Valea Oanei
Valea Oanei – wieś w Rumunii, w okręgu Vaslui, w gminie Ivănești. W 2011 roku liczyła 321 mieszkańców.